# Злоумышленник (фильм, 2004)
«Злоумышленник» (англ. Malevolence) — американский фильм ужасов/триллер 2004 года режиссёра Стивена Мена. Премьера фильма состоялась 7 декабря 2004 года. В США фильм собрал $127 287, из них в первый уик-энд проката $13 445. В 2010 году выпущен сиквел фильма под названием «Злоумышленник 2».

## Сюжет
Четверо молодых людей совершают ограбление банка, во время которого смертельное ранение получает организатор банды. После преступления Мэрилин и Джулиан хоронят его, а Курт забирает с собой все деньги. По общему замыслу после ограбления все должны были встретиться в заброшенном доме, куда и направляется Курт. Однако у его машины лопается покрышка и он захватывает двух заложниц — Саманту и её дочь Кортни, а также их машину. Вскоре, случайным образом, грабители потревожили живущего неподалёку маньяка-убийцу, который начинает свою охоту на этих людей.

## В ролях
| Актёр           | Роль                          |
| --------------- | ----------------------------- |
| Брэндон Джонсон | Джулиан                       |
| Ричард Гловер   | Курт                          |
| Хезер Маджи     | Мэрилин                       |
| Саманта Дарк    | Саманта                       |
| Кортни Бертолон | Кортни                        |
| Тед В. Микелс   | Рене Кардоза-мл, кинопродюсер |

## Художественные особенности
Фильм сочетает в себе характерные особенности триллера и слэшера. Цветовая гамма фильма отличается блёклостью тонов и общей «тёмной» гаммой. Музыка по большей части отличается простотой и минимализмом, проявляющихся в воспроизведении незамысловатых мелодий на пианино.

### Убийства и убийца
Убийца в фильме носит на голове мешок с прорезями для глаз, который до этого он снял с мёртвого грабителя. Все убийства в фильме совершаются посредством использования ножа и особой кровавостью не отличаются.

## Критика
Нед Мартел из The New York Times сказал, что «острые ощущения будут исходить от чистой плотности ужасных изображений, а не от ужасно новых идей». Робер Доминикес из New York Daily News дал фильму 1,5 звезды из 4, написав: «Фильм оказывается не более чем производным триллером с участием еще одного молчаливого убийцы в маске. Есть пара моментов, которые заставляют вздрогнуть, но актерская игра и диалоги такие же глупые, как мешок с картошкой, который убийца носит на голове». Мейтленд МакДонах из TV Guide присвоил фильму 2 звезды из 4, назвав его «прямым возвратом к олдскульным слэшерам».